# كيمار
كيمار (بالكردية: Kîmar‏) هي قرية سوريّة تتبع إداريّاً لمحافظة حلب منطقة عفرين ناحية مركز عفرين. بلغ تعداد سكانها 660 نسمة حسب التعداد السكاني لعام 2004، و2,214 نسمة حسب قيود السجل المدني لنهاية عام 2005.